# Polski Związek Taekwondo Olimpijskiego
Polski Związek Taekwondo Olimpijskiego (PZTO; ang. Polish Taekwondo Federation) – ogólnopolski związek sportowy olimpijskiej wersji taekwondo zrzeszający kluby z całej Polski. Związek początkowo nosił nazwę "Polski Związek Taekwondo Sportowego", następnie "Polski Związek Taekwondo WTF". Polski Związek Taekwondo Olimpijskiego jest członkiem World Taekwondo Federation oraz European Taekwondo Union. 